# Evergestinae
Die Evergestiinae sind eine Unterfamilie der Crambidae. Derzeit sind etwa 137 Arten insgesamt bekannt. In Europa kommen davon etwa 39 Arten vor.

## Merkmale
Die Evergestiinae können durch eine besondere Ausbildung der männlichen Genitalorgane als Monophylum begründet werden.

## Lebensweise
Die frühen Stadien der Evergestinae innerhalb sind wenig untersucht. Bei den wenigen untersuchten Arten bilden die Raupen ein Gespinst und ernähren sich von Kreuzblütengewächsen (Brassicaceae).

## Systematik
Die Unterfamilie Evergestiinae enthält ca. acht Gattungen, von denen auch drei Gattungen in Europa vorkommen. Allein die Gattung Evergestis beinhaltet über 30 in Europa vorkommende Arten.
- Evergestis Hübner, 1825
- Cornifrons Lederer, 1858
- Orenaia Duponchel, 1845